# Liste der Stolpersteine in Epe

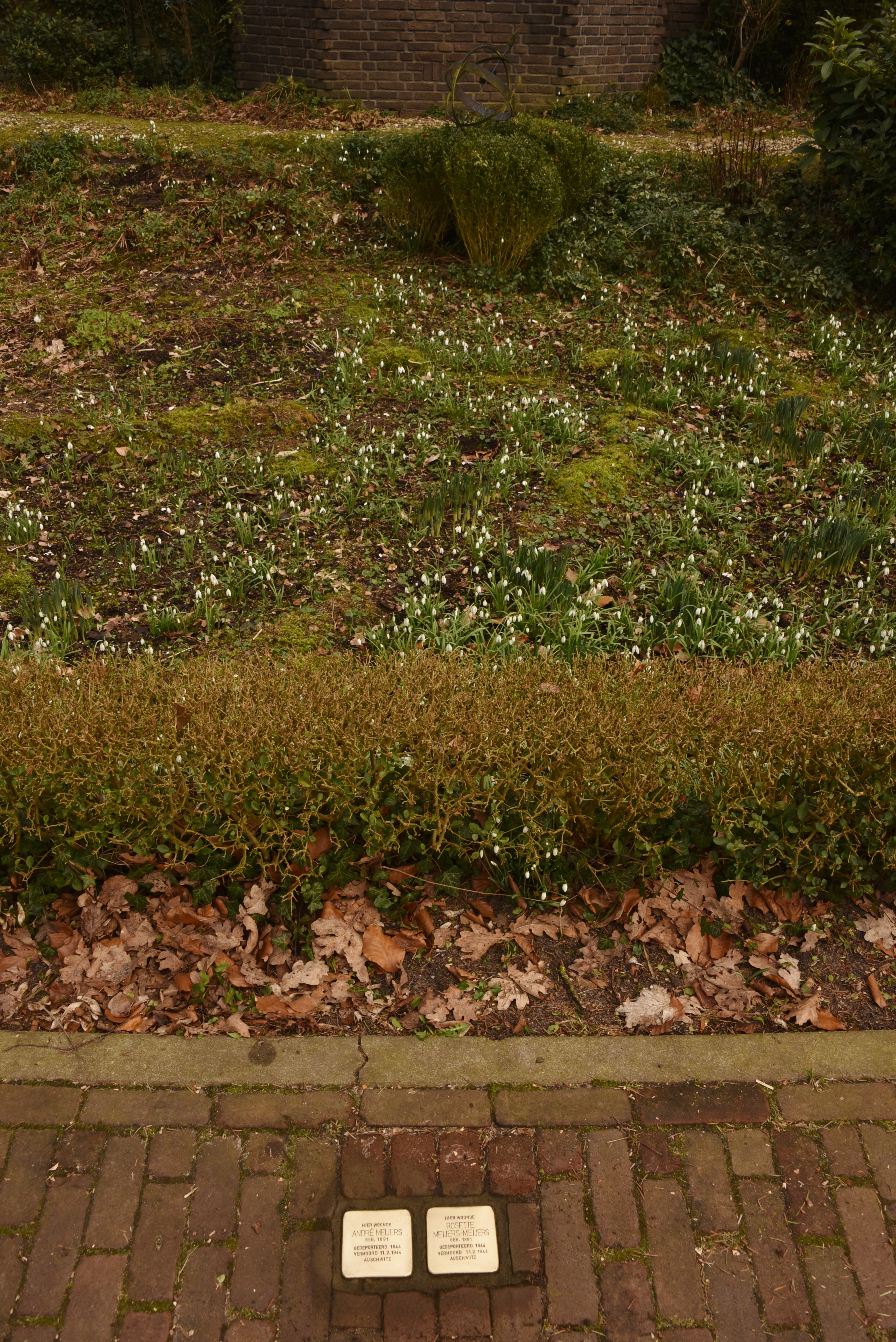
Stolpersteine Brinklaan 35

Die Liste der Stolpersteine in Epe umfasst die Stolpersteine, die vom deutschen Künstler Gunter Demnig in  Epe in der niederländischen Provinz Gelderland verlegt wurden. Stolpersteine sind Opfern des Nationalsozialismus gewidmet, all jenen, die vom NS-Regime deportiert, ermordet, in die Emigration oder in den Suizid getrieben wurden. Demnig verlegt für jedes Opfer einen eigenen Stein, im Regelfall vor dem letzten selbst gewählten Wohnsitz.
Die erste Verlegung in dieser Gemeinde erfolgte am 13. Oktober 2022.

## Verlegte Stolpersteine
Im Epe wurden acht Stolpersteine an fünf Adressen verlegt.
| Stolperstein | Übersetzung                                                                                     | Verlegeort   | Name, Leben                                |
| ------------ | ----------------------------------------------------------------------------------------------- | ------------ | ------------------------------------------ |
|              | HIER WOHNTE SANDER VAN DELFT GEB. 1883 DEPORTIERT 1943 ERMORDET 14.5.1943 SOBIBOR               | Brinklaan 35 | Sander van Delft (1883–1943)               |
|              | HIER WOHNTE SCHOONTJE DINA VAN DELFT-KOHEN GEB. 1883 DEPORTIERT 1943 ERMORDET 14.5.1943 SOBIBOR | Brinklaan 35 | Schoontje Dina van Delft-Kohen (1921–1943) |
|              | HIER WOHNTE OTTO PAUL EHRLICH GEB. 1898 FLUCHT IN DEN TOD 31.7.1942 EPE                         | Beekstraat 1 | Otto Paul Ehrlich (1898–1942)              |
|              | HIER WOHNTE MAGDA FRANK-ZILVERBERG GEB. 1885 FLUCHT IN DEN TOD 9.4.1943 EPE                     | Brinklaan 30 | Magda Frank-Zilverberg (1885–1943)         |
|              | HIER WOHNTE ANDRÉ MEIJERS GEB. 1891 DEPORTIERT 1944 ERMORDET 11.2.1944 AUSCHWITZ                | Polweg 4     | André Meijers (1891–1944)                  |
|              | HIER WOHNTE ROSETTE MEIJERS-MEIJERS GEB. 1891 DEPORTIERT 1944 ERMORDET 11.2.1944 AUSCHWITZ      | Polweg 4     | Rosette Meijers-Meijers (1891–1944)        |
|              | HIER WOHNTE SIMON NORTHEIMER GEB. 1894 DEPORTIERT 1944 ERMORDET 28.1.1944 AUSCHWITZ             | Brinklaan 4  | Simon Northeimer (1894–1944)               |
|              | HIER WOHNTE ROOSJE NORTHEIMER-STERN GEB. 1892 DEPORTIERT 1944 ERMORDET 28.1.1944 AUSCHWITZ      | Brinklaan 4  | Roosje Northeimer-Stern (1892–1944)        |

## Verlegedatum

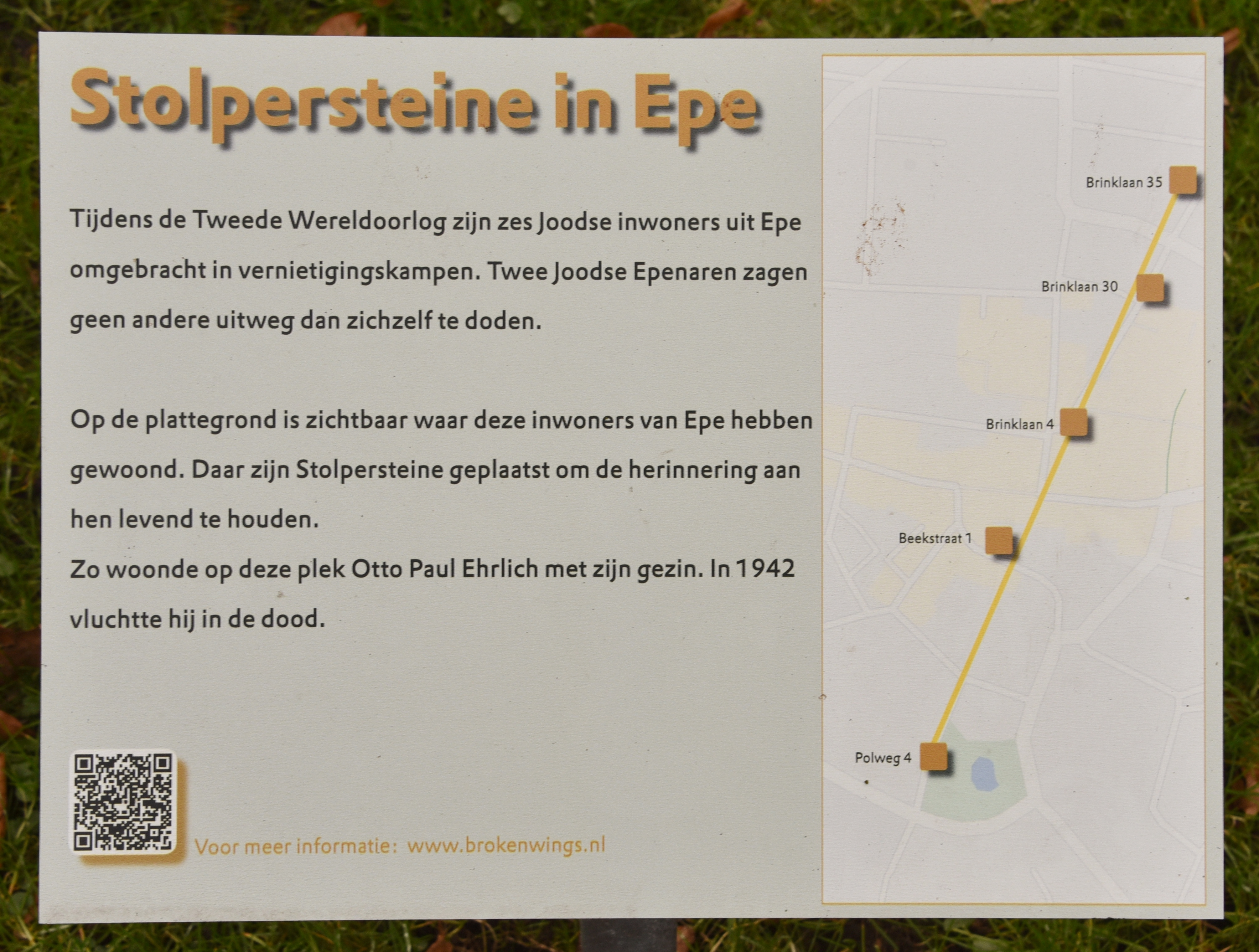
Informationstafel

- 13. Oktober 2021[9]